# Station Evanger
Station Evanger is een spoorwegstation in Evanger in de gemeente Voss in Noorwegen. Het station werd gebouwd in samenhang met de bouw van Vossebanen.  Er stoppen alleen stoptreinen die rijden tussen Bergen en Myral.